# Douglas Armstrong
Douglas Armstrong, né le 24 septembre 1964 à Sarnia, dans la province de l'Ontario au Canada, est le directeur général des Blues de Saint-Louis depuis juillet 2010.

## Carrière professionnelle

### Stars de Dallas
Armstrong se joint à l'organisation des North Stars du Minnesota lors de la saison 1992-1993 en tant qu'Assistant du directeur général, Bob Gainey. Il reste avec l'équipe lorsque celle-ci est relocalisée à Dallas et devient les Stars de Dallas. Son travail est principalement les négociations contractuelles, la programmation de la saison, ainsi que la gestion journalières des opérations hockey. Il voit son nom gravé sur la Coupe Stanley, lorsque l'équipe l'emporte en 1999.
Le 25 janvier 2002, Gainey démissionne de son poste après avoir renvoyer l'entraîneur Kenneth Hitchcock. Armstrong est nommé Directeur Général et embauche David Tippett à titre d'entraîneur. Il parvient à apaiser les tensions au sein de l'organisation et après une saison compliquée en 2002-2003, les Stars vont chaque année participer aux Séries éliminatoires durant son règne. Le 26 juillet 2006, il signe une prolongation de 5 ans, mais qui n'empêche pas le propriétaire de l'équipe de le renvoyer après un départ médiocre la saison suivante. il est démis de ses fonctions le 13 novembre 2007 et remplacer par Brett Hull et Les Jackson, alors que son équipe affiche un bilan de 7 victoires, 7 défaites et 3 matchs nuls en 17 rencontres.

### Blues de Saint-Louis
Le 30 mai 2008, Armstrong se joint aux Blues de Saint-Louis en tant que directeur du personnel hockey. il s'engage sur une durée deux ans avec une promesse de succéder à Larry Pleau à titre de directeur général.
Juste avant sa nomination officielle, il réalise trois importantes transactions pour les Blues : le 17 juin 2010, il échange Lars Eller et Ian Schultz contre le gardien Jaroslav Halák et le 25 juin 2010, il acquièrt un choix de 1er tour (Vladimir Tarassenko) contre David Rundblad et Vladimír Sobotka en retour de David Warsofsky. Il est ensuite officiellement nommé Directeur Général des Blues le 1er juillet 2010.
Au terme de la saison 2011-2012, il reçoit le Trophée du directeur général de l'année de la LNH. En 2013, il obtient deux charges supplémentaires : Présidents des affaires hockey et Gouverneur suppléant. Il va construire patiemment son équipe, que ce soit en prolongeant les contrats de joueurs clés tels que David Backes, Alexander Steen, Patrik Berglund et Timothy Oshie, en orchestrant les ajouts tels que Jay Bouwmeester, Kevin Shattenkirk, Paul Stastny et Ryan O'Reilly, ainsi qu'en repêchant et développant des espoirs tels que Dmitrij Jaskin, Jaden Schwartz et Colton Parayko. Tous ses ajouts vont permettre aux Blues de remporter la Coupe Stanley en 2019.

## Équipe nationale du Canada
Armstrong est contacté la première fois par Hockey Canada en 2002. Il est nommé assistant du directeur général de l'équipe canadienne lors du Championnat du monde. Il est aussi des formations des championnats du monde 2007, 2008, 2009 et 2016.
Il est également assistant du directeur général lors des conquêtes des médailles d'or aux Jeux olympiques d'hiver de 2010 et de 2014.
Il est le directeur général de la formation canadienne qui remporte l'or lors de la Coupe du monde 2016.

## Vie privée
Il est le fils du juge de ligne Neil Armstrong, intronisé au Temple de la renommée du hockey en 1991.
Avec son épouse, Kelly, il élève son fils Blake et sa fille Kayla à Creve Coeur dans le Missouri.

## Trophées et honneurs
- 1998-1999
  - Champion de la Coupe Stanley, avec les Stars de Dallas à titre d'Assistant du directeur général.
- 2006-2007
  - Médaille d'or au Championnat du monde avec Team Canada, en tant que conseiller du directeur général.
- 2007-2008
  - Médaille d'argent au Championnat du monde avec Team Canada, en tant qu'assistant du directeur général.
- 2008-2009
  - Médaille d'argent au Championnat du monde avec Team Canada, en tant que directeur général.
- 2009-2010
  - Médaille d'or aux Jeux olympiques d'hiver avec Team Canada, en tant qu'assistant du directeur général.
- 2011-2012
  - Trophée du directeur général de l'année de la LNH avec les Blues de Saint-Louis.
- 2013-2014
  - Médaille d'or aux Jeux olympiques d'hiver avec Team Canada, en tant qu'assistant du directeur général.
- 2015-2016
  - Médaille d'or au Championnat du monde avec Team Canada, en tant que conseiller du directeur général.
- 2016-2017
  - Médaille d'or à la Coupe du monde avec Team Canada, en tant que directeur général.
- 2018-2019
  - Champion de la Coupe Stanley, avec les Blues de Saint-Louis à titre de directeur général.